# Ruta Estatal de Alabama 46
La Ruta Estatal de Alabama 46, y abreviada SR 46 (en inglés: Alabama State Route 46) es una carretera estatal estadounidense ubicada en el estado de Alabama. La carretera inicia en el Oeste desde la US 69     en Heflin en sentido Este hasta finalizar en la SR 166  en la línea estatal con Georgia al este de Ranburne. La carretera tiene una longitud de 33,91 km (21.07 mi).

## Mantenimiento
Al igual que las autopistas interestatales, y las rutas federales y el resto de carreteras estatales, la Ruta Estatal de Alabama 46 es administrada y mantenida por el Departamento de Transporte de Alabama por sus siglas en inglés ALDOT.

## Cruces
La Ruta Estatal de Alabama 46 es atravesada principalmente por la Interestatal 20 al este de Heflin, AL